# Pérou aux Jeux olympiques d'hiver de 2022
Le Pérou participe aux Jeux olympiques d'hiver de 2022 à Pékin en Chine du 9 au 20 février 2022. Il s'agit de sa troisième participation à des Jeux d'hiver, un retour après son absence aux Jeux olympiques de PyongChang.

## Résultats en ski alpin
Ornella Oettl Reyes, skieuse de père allemand et de mère péruvienne vivant à Innsbruck, parvient à décrocher un quota sur le slalom et le slalom géant même si elle est classée au delà de la 2000e place.
| Athlète             | Épreuve      | 1re manche    | 1re manche | 2e manche     | 2e manche | Total         | Total |
| Athlète             | Épreuve      | Temps         | Rang       | Temps         | Rang      | Temps         | Rang  |
| ------------------- | ------------ | ------------- | ---------- | ------------- | --------- | ------------- | ----- |
| Ornella Oettl Reyes | Slalom       | 1 min 3 s 25  | 53e        | 1 min 1 s 34  | 44e       | 2 min 4 s 59  | 44e   |
| Ornella Oettl Reyes | Slalom géant | 1 min 12 s 52 | 57e        | 1 min 11 s 53 | 46e       | 2 min 24 s 05 | 46e   |